# Calle Örnemark

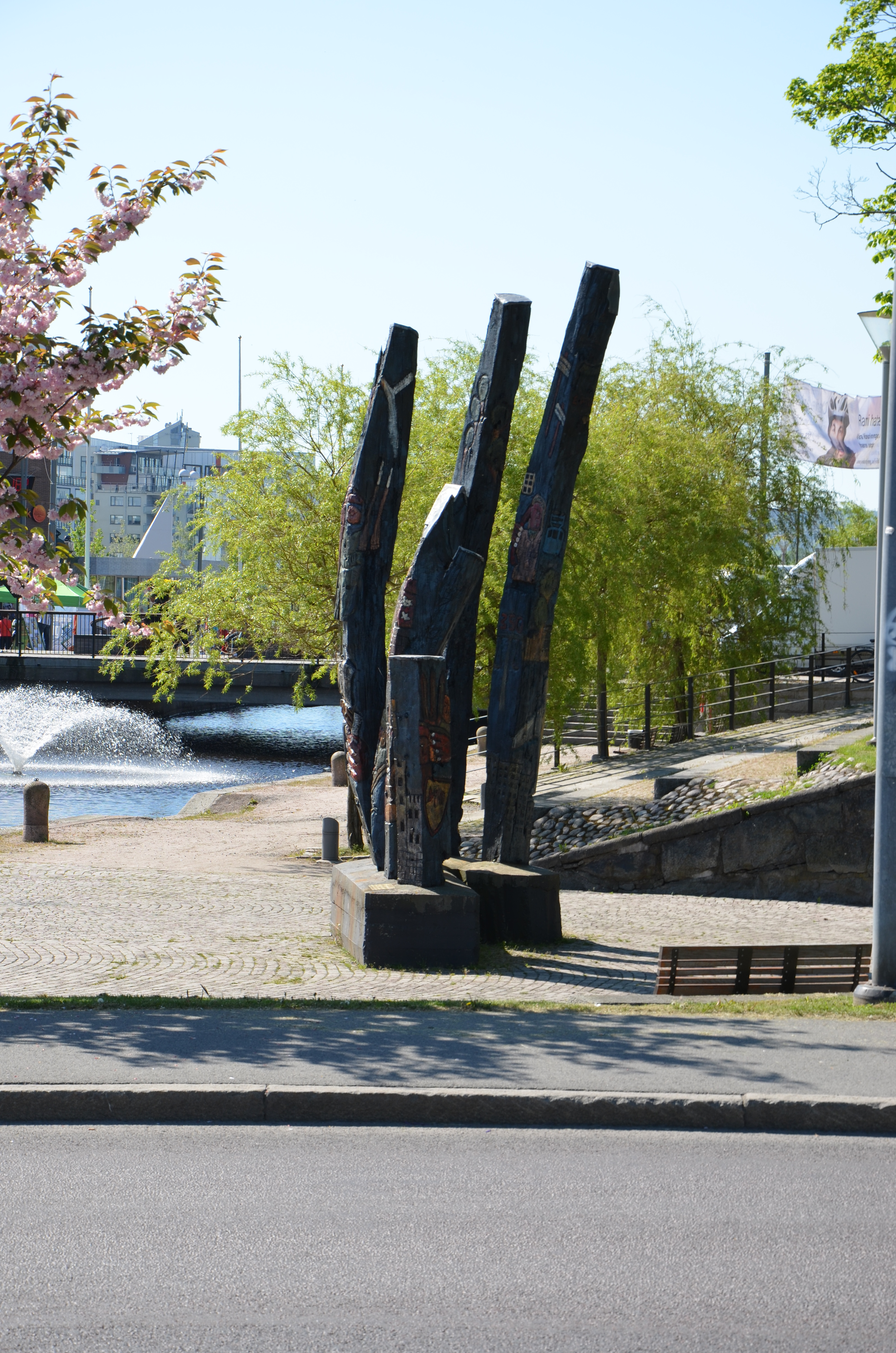
Sju sekel i Jönköping

Calle Olof Sigvard Örnemark, tidigare Karl Olof Sigvard Örnemark, född 19 december 1933 i Jönköpings Sofia församling, död 3 augusti 2015 i Gränna församling i Jönköpings län, var en svensk skulptör och målare. 
Calle Örnemark är mest känd för sina träskulpturer i rivningstimmer, däribland den 103 meter höga statyn Det indiska reptricket, som stod på Calle Örnemarks dåvarande gård Riddersberg nära Tenhult mellan 1979 och februari 2002. ”Det indiska reptricket” blev ett stort turistmål på 1980-talet. Rekordet var 1984 då 118 turistbussar kom till gården på en enda dag. På uppmaning av konsthistorikern Josef Borbas började Örnemark 1987 experimentera med måleri. Han tog bl.a. intryck av och följde den på 1980- och 1990-talen dominerande riktningen i internationell bildkonst som kallades nyexpressionism.
Calle Örnemark var 1955–1989 gift med Nanni Mertala (1923-2020) och 1989–1991 med Annamaria Nelson (född 1943). Han hade en son Mats Olov Örnemark (1957–2001).

## Offentliga verk i urval
- Jätten Vist, målat trä, 1969, vid Norrängsskolan, Strandvägen i Huskvarna
- Sju sekel, målat trä, 1984, Hamnplan i Jönköping
- Soldaten Peter Kniberg, fem träreliefer på gården till Lennarts konditori, vid Stora torget
- Jantelagen i Kuopio i Finland
- Björn Järnsida (''De Viking''),  trä, 1992, i stadsdelen Liendert i Amersfoort i Nederländerna (ersatte en tidigare variant i trä från 1978)[9]
- Biskopens dräng i Ulricehamn
- Vargrännaren Samen Sjosja i Arjeplog
- Morgans Skip, efter Henry Morgans fregatt Oxford, trä, 2008, i Lille Jamaica vid inseglingsrännan till Gratangen i Sør-Troms i Norge
- Ballongfararna, trä, rondell söder om Gränna
- Erik den Läspe och Halte, trä, Hjo Stadspark[10]

## Fotogalleri

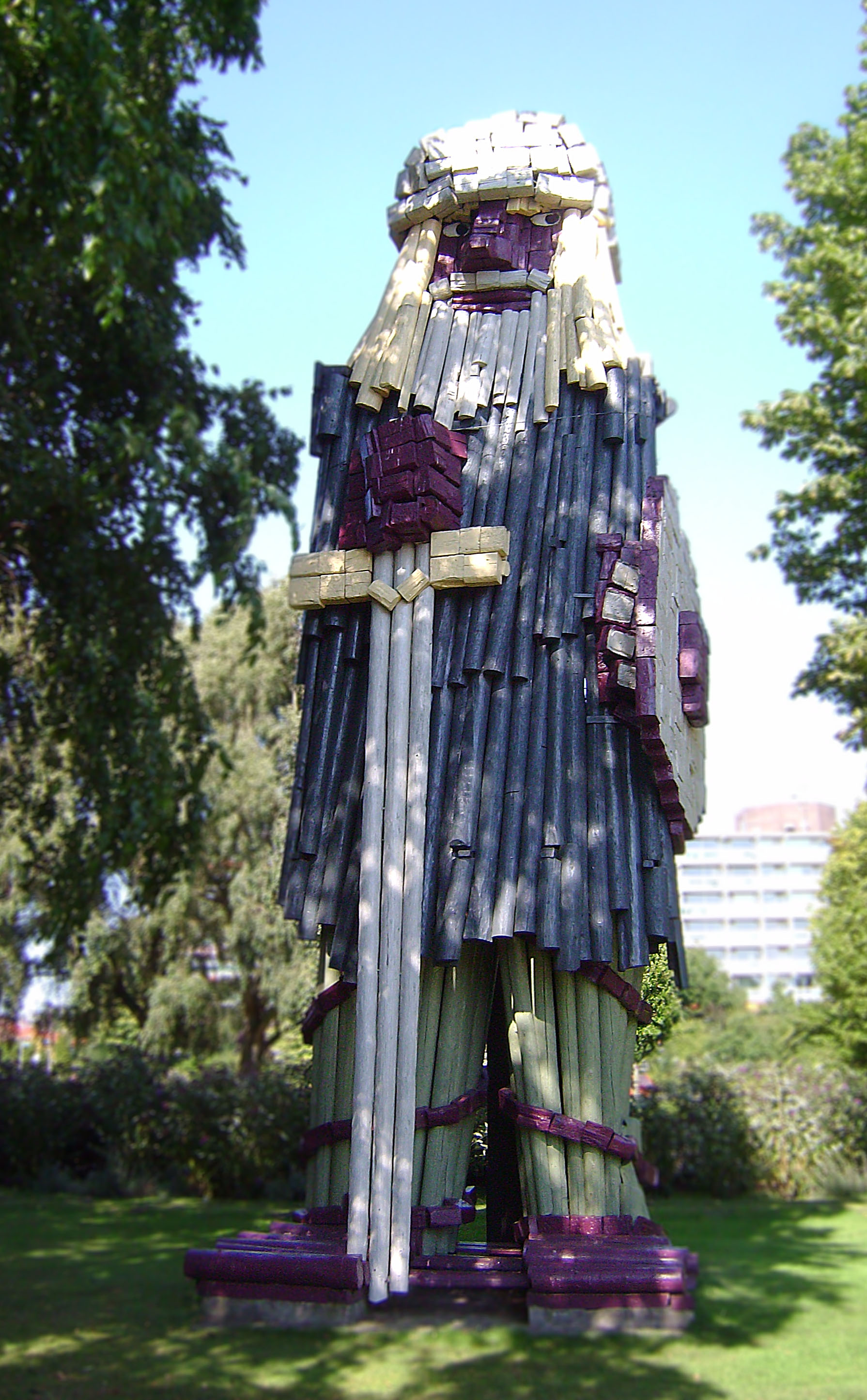
Björn Järnsida i Amersfoort